# Казанские походы
Казанские походы  — военные действия Русского царства против Казанского ханства, проводившиеся в 1545—1552 гг.

## Причины
К XVI веку между Русским государством и Казанским ханством сложились очень напряженные отношения. Татарские отряды из Казани совершали постоянные набеги на Русские земли. В результате, к середине XVI века в Казани находилось около ста тысяч русских пленников. Начиная с конца XV века, московские князья вели борьбу с казанскими ханами. В самой Казани в это время часть татарских феодалов занимала промосковские позиции.

## История

### Походы
В 1545 году состоялся первый поход московских войск на Казанское ханство. Он имел характер военной демонстрации и усилил «московскую партию», выступавшую за присоединение Казани к Русскому царству, которая в конце 1545 года сумела изгнать из Казани хана Сафа-Гирея. Весной 1546 года на казанский трон был посажен московский ставленник — касимовский царевич Шах-Али. Но вскоре Сафа-Гирей при поддержке крымских татар сумел вернуть себе власть.

### Первый поход (зима1547—1548)
Иван IV во главе войска вышел из Москвы 11 декабря 1547 г.. В г. Владимир войско прибыло 20 декабря 1547 г. В это время наступила оттепель : «… а наряд — пушки и пищали — попроводиша в Володимер после Крещения с великою нуждею, понеже быша дожди многие, а снегов не беша ни мало.» Из Владимира вышли 8 января 1548 г. В Нижний Новгород войско прибыло 26 января 1548 г. Из Нижнего Новгорода войско вышло 2 февраля 1548 г. и ночевали на Ельне (ныне с. Большая Ельня в Кстовском р-не) в 15 верстах от Нижнего Новгорода. Оттепель продолжалась. Утром 3 февраля войско двинулось дальше по льду р. Волги и вечером 3 февраля прибыло на остров Роботку (который находился в 38 км от Ельни и в 52 км от Нижнего Новгорода), и ночевало на нём. Утром 4 февраля войско попыталось покинуть остров, но : « И некоим смотрением божиим прииде теплота велика и мокрота многая, и весь лёд покры вода на Волзе, и пушки и пищали многие проваляшесь в воду, многая бо вода речная на лёд наступи, и никако же по леду никому невозможно поступити. И многие люди в продушинах потопиша, занеже под водою продушин не знати.». Царь с войском находился три дня в районе острова. Затем было решено вернуть царя с переправы назад в Нижний Новгород (куда он прибыл 8 февраля), тогда как главные воеводы с сумевшей переправиться частью войска дошли до Казани, где вступили в бой с казанским войском. В результате казанское войско отступило за стены деревянного кремля, на штурм которого без осадной артиллерии русское войско не решилось и, простояв под стенами семь дней и разорив окрестности, отступило. 7 марта 1548 года царь вернулся в Москву.

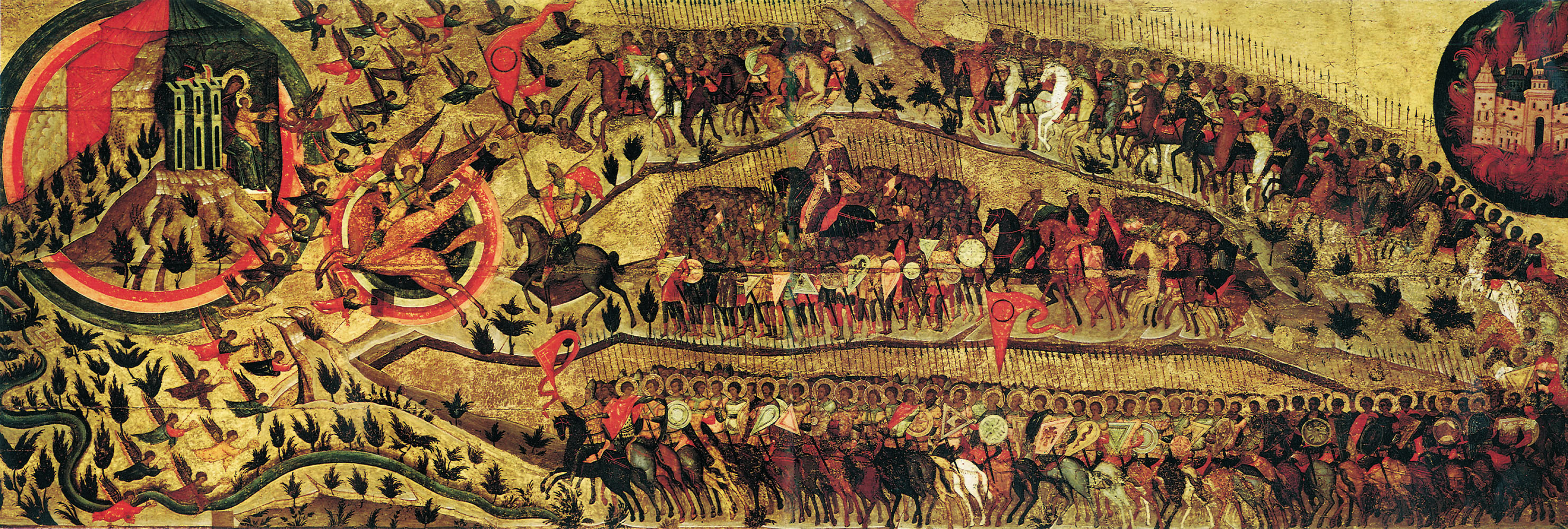
Икона «Благословенно воинство Небесного Царя», написанная в память Казанского похода 1552 года

### Второй поход (осень1549— весна1550)
В марте 1549 года Сафа-Гирей внезапно скончался. Приняв казанского гонца с просьбой о мире, Иван IV отказал ему, и начал собирать войско. 24 ноября он выехал из Москвы, чтобы возглавить войско. Соединившись в Нижнем Новгороде, войско двинулось к Казани и 14 февраля было у её стен. Казань не была взята, однако русская армия нанесла серьёзный урон Казанскому ханству. Также при отходе русского войска недалеко от Казани, при впадении в Волгу реки Свияги было решено возвести крепость. 25 марта царь вернулся в Москву.
В 1551 году всего за 4 недели из тщательно пронумерованных составных частей была собрана крепость, получившая название Свияжск; она послужила опорным пунктом для русского войска во время следующего похода.

### Третий поход (июнь — октябрь1552)
Походы русских на Казань, совершенные в 1547—1550 годах, были безрезультатны. Иван IV провёл серьёзную подготовку к новому походу на Казань, реформировал и укрепил армию. В 1551 году благодаря дипломатической миссии Петра Тургенева удалось договориться о нейтральности в конфликте Ногайской орды. В том же году поблизости от Казани русскими была построена крепость Свияжск.
В августе 1551 года на трон Казани снова взошёл Шах-Али, но он не сумел справиться с сильной оппозицией и в феврале 1552 года покинул Казань. Править Казанью был приглашён астраханский царевич Ядыгар-Мухаммед.
Летом 1552 года Иван Грозный подготовил к завоеванию Казани 150-тысячное войско, снаряжённое 150-ю крупными и средними артиллерийскими орудиями. 16 июня 1552 года войско вышло из Москвы на юг, так как были получены сведения о набеге на южные границы войска крымского хана Девлет-Гирея. Под Тулой Девлет-Гирей был разбит и бежал в Крым, а русские войска двинулись к хорошо укреплённой Казани.

### Осада Казани
23 августа 1552 года русские войска обложили Казань плотным кольцом. Линия обложения достигла 7 км.
Иван Грозный приказал Горбатому-Шуйскому уничтожить укрепления татар в Арском лесу (из которых постоянно нападал татарский князь Япанча), что и было выполнено к 8 сентября. На участке между Царевыми и Арскими воротами Иван приказал выстроить деревянную башню высотой 13 метров и вооружить её десятью большими орудиями. Башню подкатили к крепостной стене и открыли с неё огонь прямо по улицам города. 26 сентября русские придвинули туры к Арским, Царевым и Аталыковым воротам. Татары бросились в контратаку. На место боя прибыл сам царь Иван. Русские воины не только отбили контратаку, но и, захватив Арскую башню, ворвались в город. Воевода М. И. Воротынский просил царя двинуть войска на общий штурм. Но Иван Грозный не решился на этот шаг и приказал вывести войска из города. Только Арская башня осталась в руках стрельцов. Деревянные стены Казани были зажжены, что образовало значительные бреши.
Решающий штурм был назначен на 2 октября. К вечеру 2 октября 1552 года столица волжских татар пала. 11 октября русское войско выступило обратно в Москву, оставив в Казани гарнизон во главе с А. Б. Горбатым-Шуйским.

## Значение
В результате Казанских походов Казанское ханство было полностью уничтожено, к России было присоединено Среднее Поволжье, возникли предпосылки для освоения русскими переселенцами Поволжья, дальнейшего продвижения на Урал и в Сибирь, расширения торговых связей с Кавказом и странами Востока.

Завоевание Казани имело громадное значение для народной жизни. (…) Казань была хронической язвой московской жизни, и потому её взятие стало народным торжеством, воспетым народной песней. После взятия Казани, в течение всего 20 лет, она была превращена в большой русский город; в разных пунктах инородческого Поволжья были поставлены укреплённые города как опора русской власти и русского поселения. Народная масса потянулась, не медля, на богатые земли Поволжья и в лесные районы среднего Урала. Громадные пространства ценных земель были замирены московской властью и освоены народным трудом. В этом заключалось значение «Казанского взятия», чутко угаданное народным умом. Занятие нижней Волги и Западной Сибири было естественным последствием уничтожения того барьера, которым было для русской колонизации Казанское царство.
— Платонов С. Ф. Полный курс лекций по русской истории. Часть 2

Завоевание Казани было не следствием личного славолюбия молодого царя и не было следствием стремлений великих, но не для всех понятных, каково, например, было стремление к завоеванию Прибалтийских областей; завоевание Казанского царства было подвигом необходимым и священным в глазах каждого русского человека… (ибо) подвиг этот совершался для… охранения русских областей, для освобождения пленников христианских.
— Соловьёв С. М. История России с древнейших времён

## Погибшие в Казанских походах
Перечисленные воины внесены в синодик Кремлёвского Успенского собора на вечное поминовение.

### Погибшие в первом походе
Лета 7056/1548 году посылал православный князь великий Иван Васильевич всея Русии к Казани царя Шигалея и боярина своего и воеводу Дмитрия Фёдоровича Бельского и своё христианское воинство и на той брани убиенны: Григорий Васильевич Шереметьев, Алексей Фёдоров, Иван Васильевич Плещеев, Иван Рахманин Иванов Прокудин, Василий Петрович Хохлин (Хохлов), Андрей Алай Болтин, Гаврила Гам Семёнов Тыртов.

### Погибшие во втором походе
Под градом Казанью убиенны: князь Давид Иванович Тулупов, Фёдор Баланде Григорьевич Совин (Савин), Василий Будай Андреевич Капустин, Иван Васильевич Киндырев, Иван Матвеевич Товарищев, Иван Иванович Змеев, Максим Межевский, Василий Иванович Чюркин (Чуркин), Василий Андреевич Косткин, Данил Васильевич Болкошин, Салтык Иванович Карцев, Матвей Семёнович Шахов, Будиха Иванович Кинешевский, Андрей Семёнович Цыплятев, Иван Григорьевич Новокшенов, Андрей Константинович Кобылин, Иван Константинович Сабуров, Семён Семёнович Калитин, Нехош Матвеевич Иванов Воронов, Меньшик Авраам Михайлович Игнатьев, Василий Игнатьевич Лопухин, Филипп Дмитриевич Сокуров, Юшка Никитин Кушелев, Василий Степанович Отяев, Яков Сотник Михайлов Цыплятев, Никита Константинович Лузгин, Андрей Бездна Алферьевич Филиппов, и сын его Иван, Иван Фёдорович Погожев, Захарий Радилов, Кузьма Казаков Далматов, князь Борис и князь Александр Гнездиловские, Фёдор Есипович Юрьев, Казарин Иванович Толстой, Ларион Костомаров, Некрас Алихин, Истома Просеков, Парша Захаров, Иван Остолопов, Жук Михайлович Ефимьев, Данила Захарьевич Новосильцев, Григорий Андреевич Валуев, Фёдор Прокопьевич Апраксин, Решет Есипович Кровков, Меньшик Неклюдов Лазарев, Мещерин Огарков Ананьин, Богдан Заболотский, Мороз Желтоногов, Иван Мормыжев, Василий Дмитриевич Козлов, Ширяй Васильевич Агалин, Владимир Иванович Волосатов, Иван Пан Глебов Шипилов, Неустрой Фомин Лобков, Василий Иванович Оботуров, Рюма АлександровичОстафьев Оботуров, Воин Иванович Дубровин, Нечай Иванович Барыков, Клим Афанасьевич Резанцов Резановы), Ларка Бунин Тиньков, Селе Митин Вельяминов, Ларка Терентьевич Никитин, Лев Дмитриевич Евдокимов, Некрас Гурьевич Фомин, Гридя Иванович Семёнов, Захарий Григорьевич Толстой, Стефан Софонович Мокешев, Лев Васильевич Власов, Илья Дмитриевич Кашкаров, Иван Иванович Рожнов, Фёдор Борисович Одинцов, Дмитрий Злобин Черногубов, Фёдор Семёнович Плещеев (в иноках Феодосий), Александр Иванович Плещеев, Дмитрий Фёдорович Ярцев, Стефан Нечаевич Потёмкин, Иван Иванович Коровин, Иван Алексеевич Волосомоин, Лев Константинович Борисов, Василий Константинович Константинов, Нечай Алексеевич Волосомоин, Василий Алексеевич Горяинов и сын его Иван, Русан Нестеров, Игнатий Нечаевич Бедрин, Иван Фёдорович Титов, Кузьма Петрович Поповкин, Проня Дмитриевич Мельнов, Иван Дмитриевич Петров, Дмитрий Елизарович Остолопов, Патрикей Алексеевич Горяинов, Иван Васильевич Ябедников, Василий Борисович Бачманов, Иван Стефанович Вереитинов, Роман Никитич Долгов, Игнатий Петрович Сысоев, Василий Григорьевич Юренев, Захарий и Андрей Павловичи Тургеневы, Василий Козлов Измайлов, Матвей Прокопьевич Аголин, ван Борисович Еремеев, Варфаломей Андреевич Оболнянинов, Василий Ширяев. Иван Ярышкин, Григорий Васильевич Яхонин, Баташ Тиманов и брат его Тимофей, Дмитрий Немчинов (в иноках Митрофан), Захарий Шаблыкин, Иван Баскаков, Борис Толмачёв, Иван Булыгин.

## Память
- Храм Василия Блаженного — г. Москва.
- Храм-памятник воинам павшим при взятии Казани в 1552 году — г. Казань.
- Церковь Никиты Мученика в Елизарово.
- Зилантов Успенский монастырь — г. Казань.